# From another sky
From another sky is het vierde studioalbum van Phil Thornton. Het bevat een mengeling van new agemuziek en elektronische muziek waarbij de nadruk ligt op het eerste. Thornton gebruikte op dit album relatief veel harp- en hobogeluiden, waardoor de muziek de categorie van muziek van Andreas Vollenweider nadert. Het motto van het album is een uitspraak van Ludwig van Beethoven dat muziek een hogere vorm van kennis is die de mensheid omvat, maar die de mensheid zelf niet kan bevatten.
De tracks 1,2 en 3,4 zijn bijna even lang, de oorspronkelijke uitgave vond plaats op muziekcassette van 60 minuten (2x 30 minuten).

## Musici
- Phil Thornton – alle muziekinstrumenten

## Muziek
Allen van Thornton

| Nr. | Titel                  | Duur  |
| --- | ---------------------- | ----- |
| 1.  | Through a lover's eyes | 13:27 |
| 2.  | Tonight in a dream     | 13:08 |
| 3.  | The shining ones       | 12:44 |
| 4.  | From another sky       | 14:02 |

In 2002 werd het album heruitgegeven onder de titel Bathtime Bliss. 